# Балтимор
За окръга вижте Балтимор (окръг, Мериленд).
Балтимор (на английски: Baltimore) е най-големият град в щата Мериленд, САЩ. Населението му е 636 251 жители, което го прави 19-ия по големина град в САЩ.
До 1870 г. Балтимор е вторият по големина град в САЩ след Ню Йорк, както и вторият след същия град, който преминава границата от 100 000 души население (следващите са Ню Орлиънс, Филаделфия и Бостън). Общата площ на Балтимор е 1766 km². Апалачите предпазват пристанището на града през зимата от замръзване.
Съществува също и окръг Балтимор в Мериленд, който не включва града Балтимор. Същевременно град Балтимор има статут на окръг на щата Мериленд.

## Транспорт
Балтимор се обслужва от международното летище Балтимор-Вашингтон (Baltimore-Washington International Thurgood Marshall Airport, или накратко BWI Airport).

## Образование
В Балтимор има няколко университета и колежа, най-известните от които са университетът „Джонс Хопкинс“ и университетът на Мериленд.

## Медии
Главният вестник на Балтимор е „Балтимор Сън“ (The Baltimore Sun).

## Забележителности
- Световен търговски център в Балтимор (Baltimore World Trade Center), най-високата 5-ъгълна сграда с еднакви страни в света с височина от 123,4 m
- Национален аквариум (National Aquarium), сред най-големите в света
- Научен център на Мериленд (Maryland Science Center)
- Художествен музей „Уолтърс“ (Walters Art Museum)
- Подводница USS Torsk
- Платноход USS Constellation
- Паметник на Джордж Вашингтон (Washington Monument)
- Бейзболен стадион „Ориол Парк“ (Oriole Park), домашен стадион на „Балтимор Ориолс“
- Музей на Бейб Рут, сред най-великите бейзболисти на всички времена
- Гроб и къща музей на Едгар Алън По
- Източноправославен храм „Свети Георги“, открит на 11 май 2014 г.

## Спорт
В града има 2 спортни отбора, състезаващи се в големите спортни първенства на САЩ – отборът по американски футбол „Балтимор Рейвънс“ (шампион на Националната футболна лига за последен път през 2000 г.) и бейзболният „Балтимор Ориолс“.

## Побратимени градове
- Аксалон, Израел
- Александрия, Египет
- Бремерхафен, Германия
- Гбарнга, Либерия
- Генуа, Италия
- Кавасаки, Япония
- Луксор, Египет
- Одеса, Украйна
- Пирея, Гърция
- Ротердам, Нидерландия
- Сямен, Китай

## Известни личности
Родени в Балтимор
- Ричард Брайтфийлд (р. 1927), писател
- Бари Левинсън (р. 1942), режисьор
- Том Кланси (1947 – 2013), писател
- Нанси Пелоси (р. 1940), политик
- Бейб Рут (1895 – 1948), бейзболист
- Ъптон Синклер (1878 – 1968), писател
- Джейда Пинкет Смит (р. 1971), актриса и певица
- Анна Фарис (р. 1976), актриса
- Майкъл Фелпс (р. 1985), плувец
- Дани Хилис (р. 1956), инженер
- Джак Чокър (1944 – 2005), писател

Починали в Балтимор
- Едгар Алън По (1809 – 1849), писател
- Робърт Годард (1882 – 1945), изобретател
- Джон Дос Пасос (1896 – 1970), писател
- Джак Чокър (1944 – 2005), писател